# Portuguese Juniors
Das Portuguese Juniors (auch Portugal Junior International genannt) ist im Badminton die offene internationale Meisterschaft von Portugal für Junioren und damit das bedeutendste internationale Juniorenturnier in Portugal. Es wurde erstmals im Dezember 2009 ausgetragen.

## Die Sieger
| Saison | Herreneinzel            | Dameneinzel             | Herrendoppel                           | Damendoppel                         | Mixed                                 |
| ------ | ----------------------- | ----------------------- | -------------------------------------- | ----------------------------------- | ------------------------------------- |
| 2009   | Richard Domke           | Alina Hammes            | Rafael Lopes Tomás Nero                | Blanca Ibeas Raquel Sarasola        | Richard Domke Alina Hammes            |
| 2010   | Rhys Walker             | Nicole Schaller         | José Francisco Membrive Alejandro Toro | Sophie Brown Holly Smith            | Alejandro Toro Blanca Ibeas           |
| 2011   | Victor Martín           | Angela Soto             | José Francisco Membrive Alberto Zapico | Laia Oset Blanca Ibeas              | Aitor Arraiza Blanca Ibeas            |
| 2012   | Fabian Roth             | Elizaveta Tarasova      | Mathias Bonny Oliver Schaller          | Katarina Galenić Lucija Vlah        | Alexander Butovetstkiy Gusel Yarmeeva |
| 2013   | Max Weißkirchen         | Luise Heim              | Pierrick Deschenaux Joel König         | Clara Azurmendi Isabel Fernández    | Max Weißkirchen Luise Heim            |
| 2014   | Ygor Coelho             | Clara Azurmendi         | Luís Enrique Peñalver Javier Suárez    | Emma Karlsson Johanna Magnusson     | Rodion Alimov Alina Davletova         |
| 2015   | Nhat Nguyen             | Anastasiia Semenova     | Marc Laporte Léo Rossi                 | Alina Davletova Anastasiia Semenova | Rodion Alimov Alina Davletova         |
| 2016   | Chen Shiau-cheng        | Margot Lambert          | Samy Corvée Eloi Adam                  | Margot Lambert Vimala Hériau        | Eloi Adam Vimala Hériau               |
| 2017   | Julien Carraggi         | Léonice Huet            | Julien Carraggi Jona van Nieuwkerke    | Aline Müller Jenjira Stadelmann     | Gašper Krivec Petra Polanc            |
| 2018   | Tomás Toledano          | Dounia Pelupessy        | Marc Cardona Miguel Sanluís            | Julie Franconville Caroline Racloz  | Minh Quang Pham Milena Schnider       |
| 2019   | Mads Juel Møller        | Dounia Pelupessy        | Stanislav Proskura Mikhail Shepyrev    | Judith Mair Chiara Passeri          | Joakim Oldorff Jannica Monnberg       |
| 2020   | Varun Kapur             | Yasmine Hamza           | Diogo Gloria Gabriel Rodrigues         | Yasmine Hamza Katharina Fink        | Gabriel Rodrigues Mariana Neves       |
| 2021   | Victor Lai              | Sirada Roongpiboonsopit | Jonathan Dresp Kenneth Neumann         | Catlyn Kruus Ramona Üprus           | Gleb Stepakov Daria Kharlampovich     |
| 2022   | Santiago Batalha        | Nikol Carulla           | Tom Lalot Trescarte Kimi Lovang        | Herveline Crespel Elsa Jacob        | Tom Lalot Trescarte Elsa Jacob        |
| 2023   | Adith Karthikeyan Priya | Siofra Flynn            | Axel Bastide Matys Duru                | Amber Boonen Tammi van Wonterghem   | Dinesh Carnot Elena Phan              |
| 2024   | Tiago Berenguer         | Naishaa Kaur Bhatoye    | Nolhan Rihouey Thomas Tournefier       | Laura Constantin Andra Stoica       | Louis Morin Tammi van Wonterghem      |